# Campigny
Campigny é uma comuna francesa na região administrativa da Normandia, no departamento de Eure. Estende-se por uma área de 10,76 km². Em 2010 a comuna tinha 1 190 habitantes (densidade: 110,6 hab./km²).